# شهرستان باتلر (کانزاس)
شهرستان باتلر، کانزاس (به انگلیسی: Butler County, Kansas) شهرستانی در ایالات متحده آمریکا است که در کانزاس واقع شده‌است.